# ماري هنريكسن
ماري هنريكسن مواليد 31 أغسطس 1993 في تروندهايم، هي لاعبة كرة يد نرويجية تلعب كوسط مدافع. مثلت منتخب النرويج لكرة اليد للسيدات.

## الإنجازات
- بطولة العالم لكرة اليد للسيدات شباب:
  - الميدالية الفضية: 2010